# Sorpresa de Azapa
La denominada Sorpresa de Azapa o Batalla de Azapa fue un enfrentamiento menor ocurrido en Arica el 16 de junio de 1823,  durante la segunda campaña a intermedios dirigida por el general Andrés de Santa Cruz, militarmente de escasa importancia fue determinante sin embargo para que el ejército patriota se hiciera de medios de movilidad indispensables para desplazarse por el desierto costero del sur del Perú ante el retraso de los refuerzos de Chile que en hombres y caballos debía conducir el coronel Benavente y que arribarían a Arica cuando la campaña ya había culminado.

## Los hechos
Al tener noticias el general Santa Cruz, durante su estancia en el puerto de Iquique, de que un escuadrón de caballería realista se encontraba forrajeando una numerosa caballada en la ribera del río San José en el fértil valle de Azapa en Arica, y con la finalidad de procurarse de estos medios en perjuicio del enemigo, dispuso el envío de tres compañías escogidas del batallón Nro. 1 del Perú al mando de su coronel Juan Bautista Eléspuru, las cuales a bordo de la fragata Dolores desembarcaron de noche en Arica y pasaron seguidamente al cercano valle de Azapa donde sorprendieron totalmente al escuadrón realista Dragones de Arequipa, el cual se había distinguido particularmente en la batalla de Torata, a costa de 2 oficiales y 3 individuos de tropa heridos y uno muerto se capturó al comandante de escuadrón Manuel Horna, un sargento y 20 soldados, 15 de los cuales se reincorporaron al ejército patriota por tratarse de antiguos prisioneros patriotas reclutados a la fuerza para la caballería realista, igualmente se apropiaron de armas, monturas, vestuarios de parada y caballos, el resto del escuadrón se dispersó con dirección al interior, la persecución de los mismos estuvo a cargo de la compañía de granaderos al mando del capitán Mariano Peralta quien en Lluta logró alcanzar y capturar al teniente coronel Blanco, al alférez Francisco Fernández y seis soldados tomando también 202 caballos y 73 mulas que forrajeaban en la zona. El botín total en bestias de carga ascendió a 350 caballos y mulas que constituirían un precioso auxilio para la movilidad del ejército expedicionario.

## Consecuencias
Las noticias de un nuevo desembarco patriota en Arica a pocos meses de haber sido completamente derrotada una primera expedición al mando del general Rudecindo Alvarado y el golpe de mano dado a su caballería, causaron alarma entre las filas realistas al punto que el virrey se vio obligado a publicar un manifiesto donde llamaba a la tranquilidad a sus partidarios al tiempo que reunía sus fuerzas para la nueva campaña, sin embargo a pesar de este y otros éxitos iniciales el general Santa Cruz dirigió desacertadamente el resto de la campaña que esta resultó en nuevo fracaso para los independentistas.